# Họ Cỏ cào cào
Họ Cỏ cào cào hay họ Thủy ngọc trâm (danh pháp khoa học: Burmanniaceae) là một họ trong thực vật có hoa, chứa khoảng 95-100 loài (chi Burmannia khoảng 63 loài và chi Gymnosiphon khoảng 30 loài) cây thân thảo nhỏ trong khoảng 9 chi. Thông thường chúng rất dễ nhận ra do phần lớn các loài thường có màu đỏ nhiều hơn là màu xanh lục và không có nhiều lá. Họ này phân bổ khắp vùng nhiệt đới, chủ yếu ở châu Mỹ và các cánh rừng Việt Nam.
Hệ thống APG II năm 2003 đặt họ này trong bộ Củ nâu (Dioscoreales) của nhánh monocots. Định nghĩa của họ này trong APG II là rộng hơn so với trong hệ thống APG năm 1998, do bao gồm cả các loài của họ Thismiaceae trong APG.
Nhóm thân cây của họ Burmanniaceae có lẽ đã xuất hiện khoảng 116 triệu năm trước (Ma), còn nhóm chỏm cây thì khoảng 93 Ma.

## Đặc điểm
Các loài trong họ Burmanniaceae chủ yếu là cây thân thảo nhỏ không có diệp lục. Chúng hoặc là tự dưỡng hoặc là dị dưỡng (hoại sinh). Các hoa lưỡng tính (hoặc đơn tính cùng gốc) đối xứng tâm có màu xanh lam, bầu nhụy hạ có cánh. Các lá đài ngoài lớn hơn các lá đài trong và chỉ có 3 nhị, mọc đối diện với các lá đài trong. Quả nang nứt ra khi chín, chứa 15-100 hạt.
Trụ giữa của rễ là 2- tới 5 vòng và có thể không có lõi xốp, và mặc dù rễ của các loài trong họ thường được miêu tả như là thiếu các lông rễ, do nó hợp với mối quan hệ gần gũi của chúng với nấm, nhưng trên thực tế ở chi Burmannia thì có lông rễ. Ở các nhóm không chứa diệp lục thì các mao mạch chỉ có ở rễ, nhưng ở các nhóm khác thì có các mao mạch trong lá.

## Phát sinh chủng loài
Cây phát sinh chủng loài dưới đây lấy theo APG II (2003) và APG III (2009).
|  | Taccaceae   |
|  |             |
|  | Thismiaceae |
|  |             |

| Hỗ trợ < 50% | \| \| Burmanniaceae \| \| \| \| \| \| Dioscoreaceae \| \| \| \| |
|              | \| \| Burmanniaceae \| \| \| \| \| \| Dioscoreaceae \| \| \| \| |
|              | Burmanniaceae                                                   |
|              |                                                                 |
|              | Dioscoreaceae                                                   |
|              |                                                                 |

|  | Burmanniaceae |
|  |               |
|  | Dioscoreaceae |
|  |               |

|  | Taccaceae   |
|  |             |
|  | Thismiaceae |
|  |             |

| Hỗ trợ < 50% | \| \| Burmanniaceae \| \| \| \| \| \| Dioscoreaceae \| \| \| \| |
|              | \| \| Burmanniaceae \| \| \| \| \| \| Dioscoreaceae \| \| \| \| |
|              | Burmanniaceae                                                   |
|              |                                                                 |
|              | Dioscoreaceae                                                   |
|              |                                                                 |

|  | Burmanniaceae |
|  |               |
|  | Dioscoreaceae |
|  |               |

|  | Taccaceae   |
|  |             |
|  | Thismiaceae |
|  |             |

| Hỗ trợ < 50% | \| \| Burmanniaceae \| \| \| \| \| \| Dioscoreaceae \| \| \| \| |
|              | \| \| Burmanniaceae \| \| \| \| \| \| Dioscoreaceae \| \| \| \| |
|              | Burmanniaceae                                                   |
|              |                                                                 |
|              | Dioscoreaceae                                                   |
|              |                                                                 |

|  | Burmanniaceae |
|  |               |
|  | Dioscoreaceae |
|  |               |

|  | Taccaceae   |
|  |             |
|  | Thismiaceae |
|  |             |

| Hỗ trợ < 50% | \| \| Burmanniaceae \| \| \| \| \| \| Dioscoreaceae \| \| \| \| |
|              | \| \| Burmanniaceae \| \| \| \| \| \| Dioscoreaceae \| \| \| \| |
|              | Burmanniaceae                                                   |
|              |                                                                 |
|              | Dioscoreaceae                                                   |
|              |                                                                 |

|  | Burmanniaceae |
|  |               |
|  | Dioscoreaceae |
|  |               |

Phát sinh chủng loài trong phạm vi họ Burmanniaceae vẽ theo Merckx V. và ctv (2006); Merckx V. và ctv (2008)
|  | Hexapterella             |
|  |                          |
|  | Gymnosiphon + Cymbocarpa |
|  |                          |

|  | Apteria   |
|  |           |
|  | Burmannia |
|  |           |

|  | Hexapterella             |
|  |                          |
|  | Gymnosiphon + Cymbocarpa |
|  |                          |

|  | Apteria   |
|  |           |
|  | Burmannia |
|  |           |

|  | Hexapterella             |
|  |                          |
|  | Gymnosiphon + Cymbocarpa |
|  |                          |

|  | Apteria   |
|  |           |
|  | Burmannia |
|  |           |

|  | Hexapterella             |
|  |                          |
|  | Gymnosiphon + Cymbocarpa |
|  |                          |

|  | Apteria   |
|  |           |
|  | Burmannia |
|  |           |

|  | Hexapterella             |
|  |                          |
|  | Gymnosiphon + Cymbocarpa |
|  |                          |

|  | Apteria   |
|  |           |
|  | Burmannia |
|  |           |

|  | Hexapterella             |
|  |                          |
|  | Gymnosiphon + Cymbocarpa |
|  |                          |

|  | Apteria   |
|  |           |
|  | Burmannia |
|  |           |

|  | Hexapterella             |
|  |                          |
|  | Gymnosiphon + Cymbocarpa |
|  |                          |

|  | Apteria   |
|  |           |
|  | Burmannia |
|  |           |

|  | Hexapterella             |
|  |                          |
|  | Gymnosiphon + Cymbocarpa |
|  |                          |

|  | Apteria   |
|  |           |
|  | Burmannia |
|  |           |

## Các chi
- Apteria

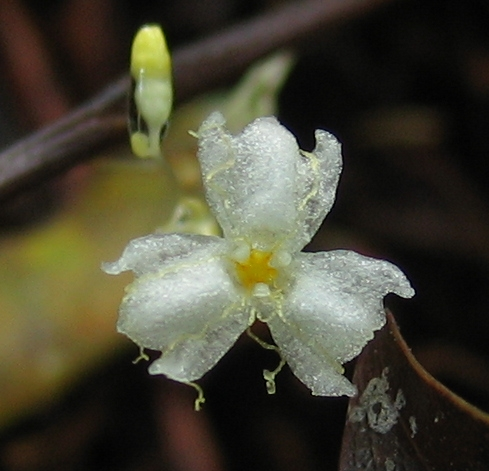
Gymnosiphon longistylus

- Burmannia (bao gồm cả Tripterella): Cỏ cào cào, thủy ngọc trâm
- Campylosiphon (bao gồm cả Dipterosiphon)
- Cymbocarpa
- Dictyostega
- Gymnosiphon (bao gồm cả Benitzia, Desmogymnosiphon, Ptychomeria): Hủ thảo
- Hexapterella
- Marthella
- Miersiella

## Thư viện ảnh

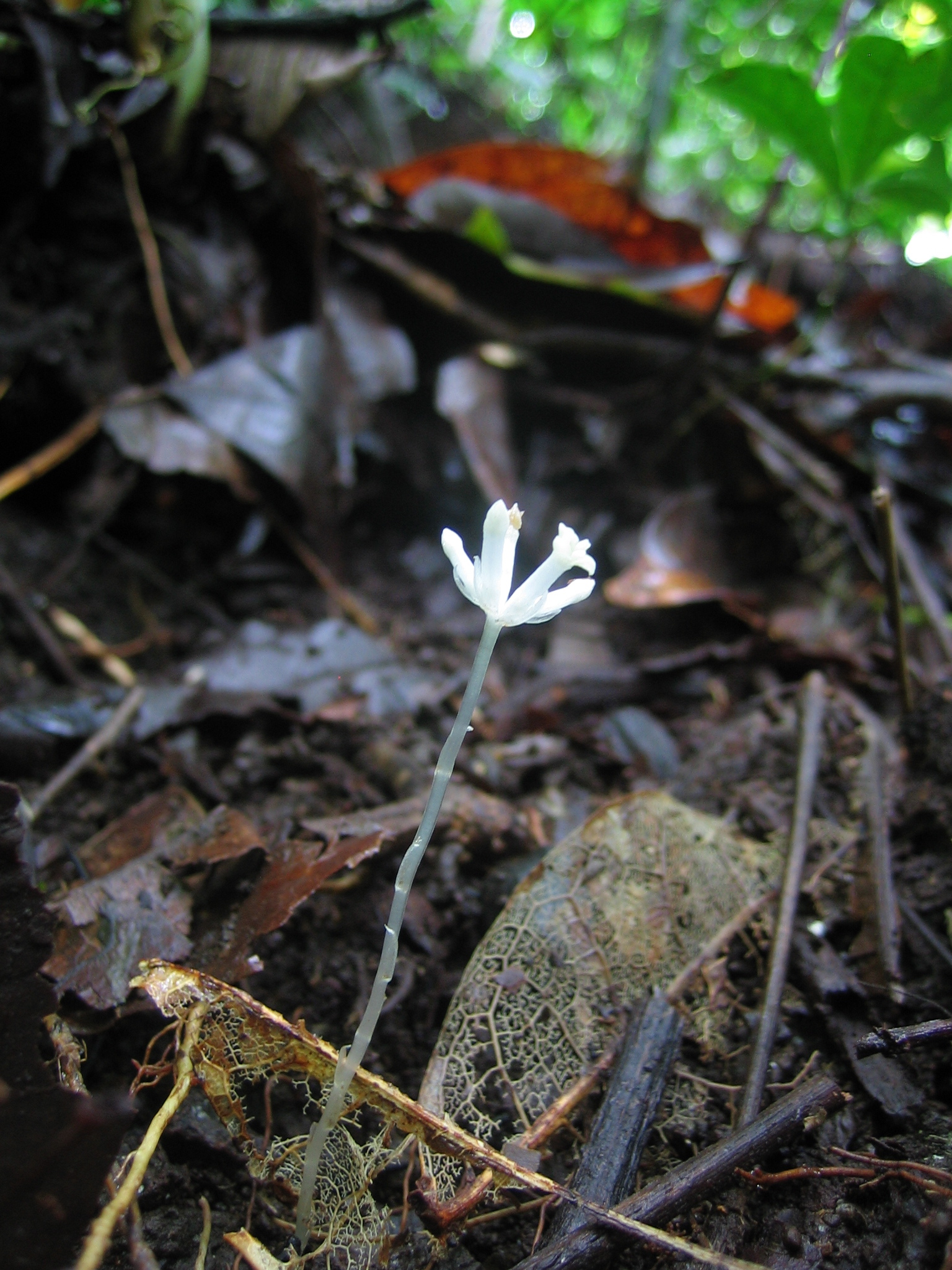
Campylosiphon congestus
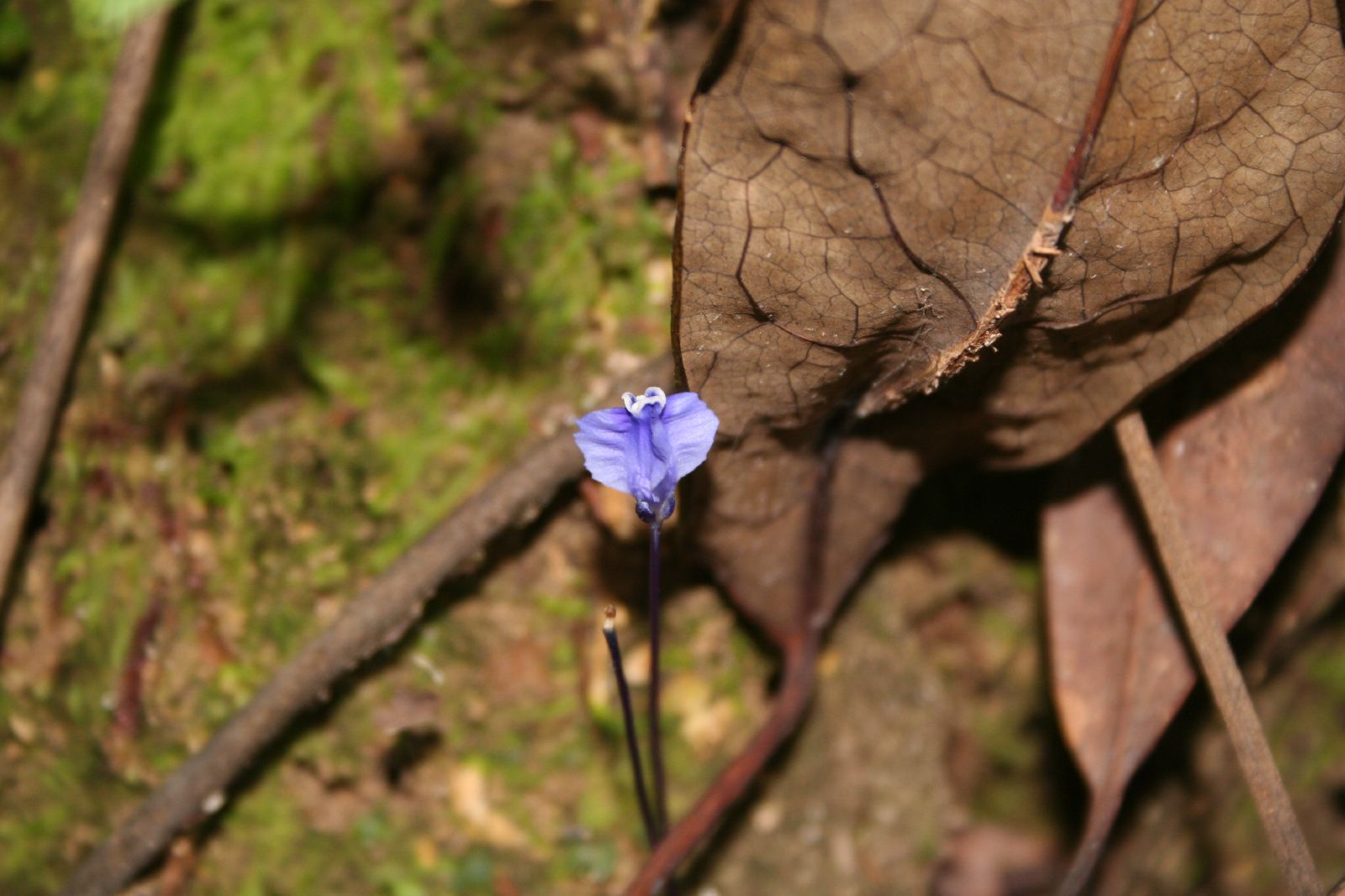
Burmannia itoana
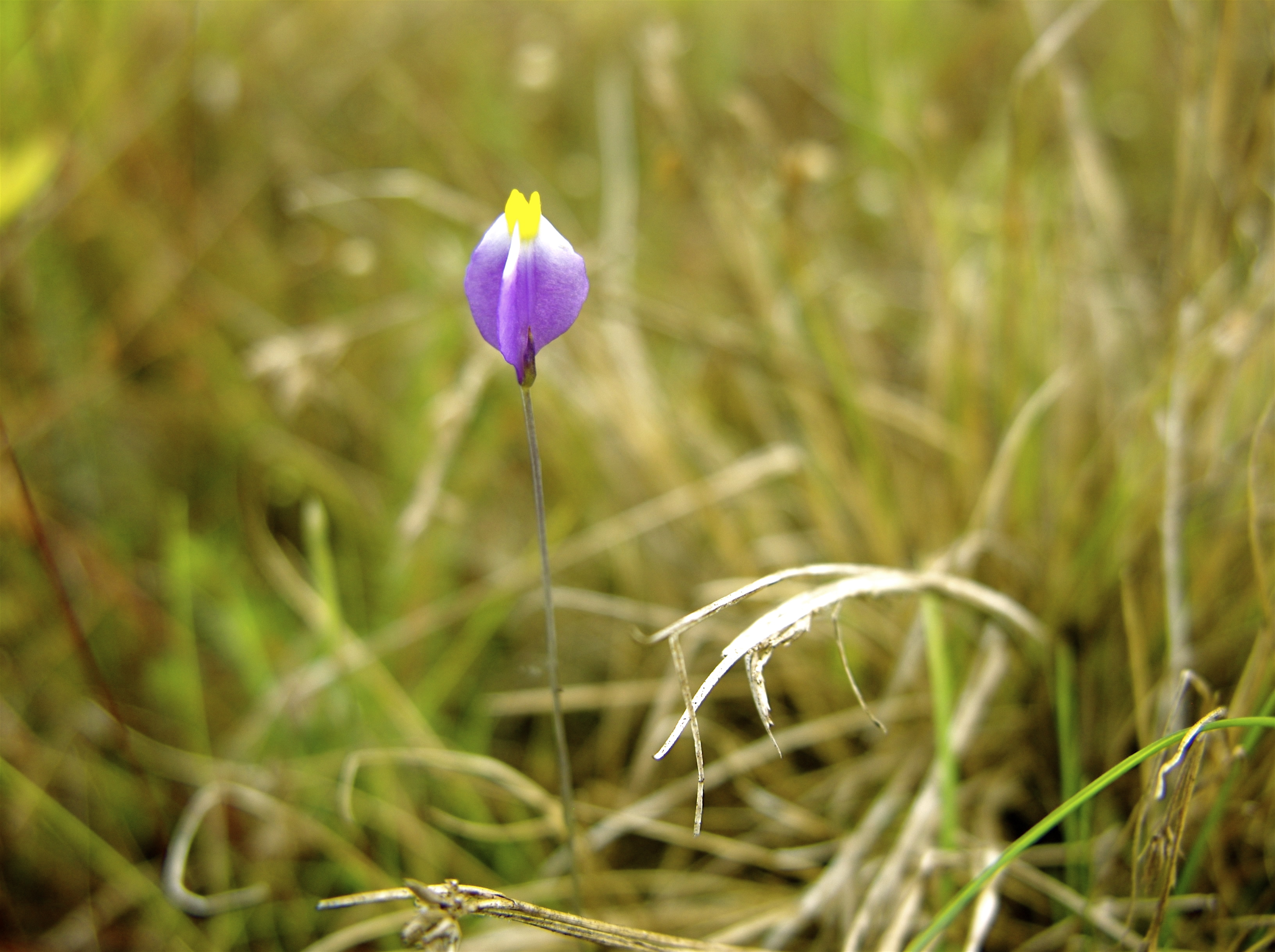
Burmannia bicolor
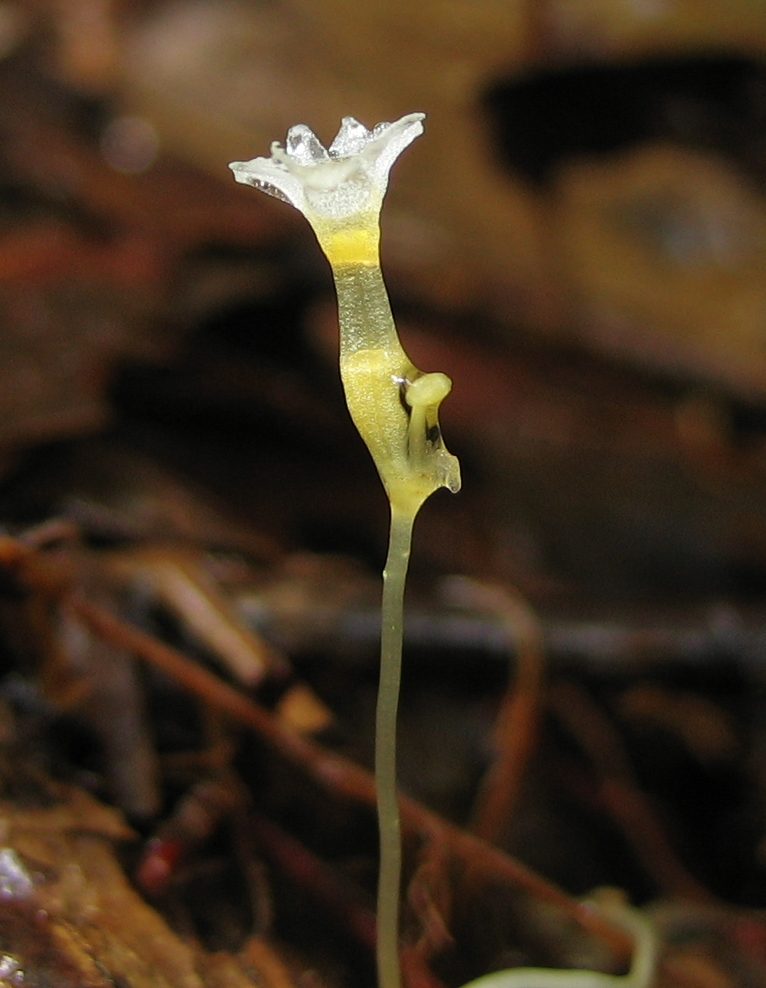
Gymnosiphon bekensis